# Gries (Pfalz)
Gries település Németországban, Rajna-vidék-Pfalz tartományban. Lakosainak száma 1106 fő (2023. december 31.).

## Népesség
A település népességének változása:
| Lakosok száma | 961  | 1033 | 1027 | 1075 | 1110 | 1106 |
|               | 1975 | 2017 | 2019 | 2021 | 2022 | 2023 |